# 乔治·布里奇沃特
乔治·布里奇沃特（英語：George Bridgewater，1983年1月18日—），新西兰男子赛艇运动员。他曾代表新西兰参加2004年、2008年和2016年夏季奥林匹克运动会赛艇比赛，其中2008年奥运会获得一枚铜牌。